# Forsinket alibi
Forsinket alibi er titlen på en roman af Agatha Christie, som blev udgivet i England i 1958 med originaltitlen Ordeal By Innocence. Den har i en senere udgivelse fået titlen Uskyld på prøve. Romanen kombinerer genrerne kriminalroman og spændingsroman. Udgangspunktet for handlingen er forskeren Arthur Calgary, som føler sig moralsk forpligtet til at opklare et mord begået to år tidligere, fordi han ikke var i stand til at vidne i sagen på grund af midlertidigt hukommelsestab. Calgary optræder ikke i andre af Christies romaner.

## Plot
Calgarys hukommelse vender tilbage, da han i en avis læser om Jacko Argyle, som er død i fængslet efter at være dømt for drabet på sin adoptivmor. Calgary erindrer nu, at han på det tidspunkt, hvor mordet blev begået, havde Jacko som passager i sin bil. Politiet genoptager nødtvunget sagen, men foretager ikke meget reelt opklaringsarbejde, så Calgary involverer sig i opklaringen. Den myrdede dominerende sine fire adoptivbørn, og hendes ægtemand og dennes sekretær indledte en romantisk affære kort efter (eller muligvis før) drabet. Der er således en del i husstanden, der har haft et motiv til at skaffe kvinden af vejen.
Calgary finder frem til sandheden om drabet, men da der ikke er egentlige beviser mod den skyldige må han fremprovokere en tilståelse, før retfærdigheden kan ske.

## Anmeldelser
Anmeldere karakteriserer normalt denne roman som en god Christie med en interessant pointe : ”En af de bedste Christie-romaner fra 1950’erne” 

## Danske udgaver
- Carit Andersen (De trestjernede kriminalromaner); 1961.
- Forum (Agatha Christie nr., 57); 1971).
- Uskyld på prøve (ny titel), 2000, Peter Asschenfeldts nye Forlag. ISBN 978-87-7880-301-6